# Margarites
Margarites (griechisch Μαργαρίτες [marɣaˈritɛs] (f. pl.)) ist ein traditionelles kretisches Dorf im Regionalbezirk Rethymno, zur Gemeinde Mylopotamos gehörend, das für seine Töpferwaren bekannt ist. In den zahlreichen Töpfereien wird viel Massenware, doch mehr noch individuelle Töpferkunst hergestellt. Etwas außerhalb des Dorfes stellt ein Töpfer sogar die großen altertümlichen Tongefäße (Pithoi) nach minoischem Muster her.
Mindestens ebenso interessant sind die vier oder fünf byzantinischen Kapellen, teilweise mit Fresken, und einige alte Gebäude in den schmalen Gassen des Dorfes. An der Hauptstraße liegt ein venezianisches Herrenhaus mit Ölmühle.
Vom unteren Dorfplatz führt eine schmale Gasse zu einem in den letzten Jahren restaurierten Kloster.